# 怡和大廈

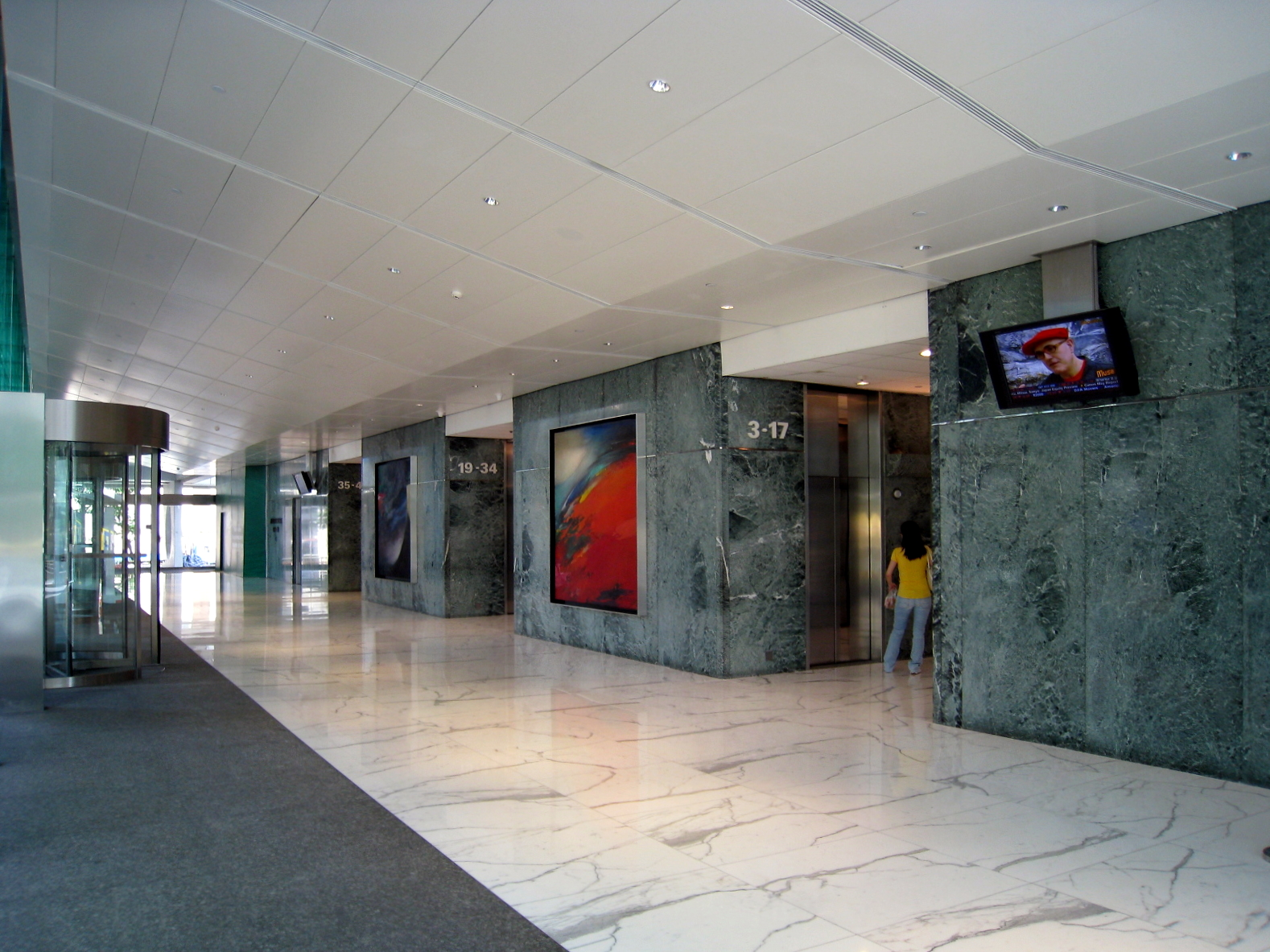
怡和大廈地下大堂

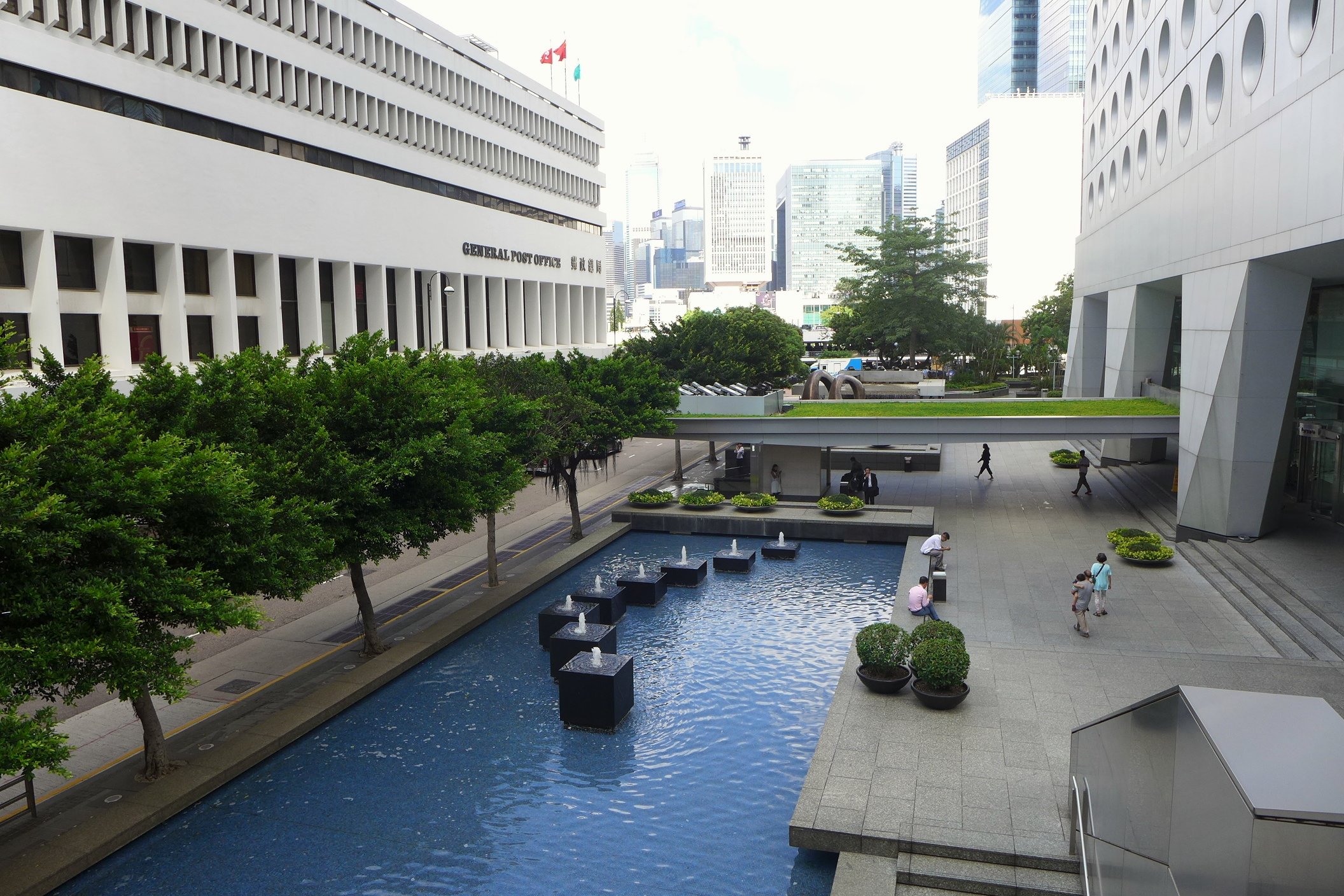
怡和大廈地下設康樂花園

22°16′59″N 114°9′32″E / 22.28306°N 114.15889°E
怡和大廈，亦稱康樂大廈（因旁邊為康樂廣場而得名；也是1988年前的專稱），位於香港香港島中環康樂廣場1號，樓高52層，由中環大業主置地公司興建，於1973年落成，是香港首幢摩天大樓，完工時曾一度成為亞洲最高的建築物、擁有亞洲最快的電梯及最大的空調冷卻系統，1974年被日本的新宿三井大廈超越。建築師為曾經設計置地廣塲的木下一。

## 歷史

### 舊渣甸大廈
第一代渣甸大廈建於1841年，位處畢打街20號與寶靈海旁中（今德輔道中）交界，前方是畢打碼頭。
第二代渣甸大廈在1909年於原址重建，其尖塔型屋頂是當時地標。大廈在1956年拆卸，重建成一座17層的第三代渣甸大廈。
最後再於1970年代業權易手，建成現時的會德豐大廈。

### 新怡和大廈
1970年6月1日，香港政府把中環填海區的「地王」拍賣，土地面積53,000平方呎，底價5300万港元，吸引18個財團競投，置地出價2亿5800萬港元投得，是當時香港最高每呎地價的紀錄。大廈由金門建築興建，由動工至平頂只用了1000天，建築速度亦是當時的一項紀錄。怡和大廈於1973年落成，成為當時香港最高的建築物，至1980年由合和中心取代。
1988年，怡和集團總部搬遷至本建築內（康樂大廈），故此康樂大廈亦改名為怡和大廈。
2020年，地庫原有開業於1999年的歌柏絲意大利餐廳（Grappa's Cellar）在上年7月結業，裝修後於6月15日改為置地公司首個美食廣場 BaseHall，由 Linehouse 負責設計，設8間餐廳和2間酒吧。

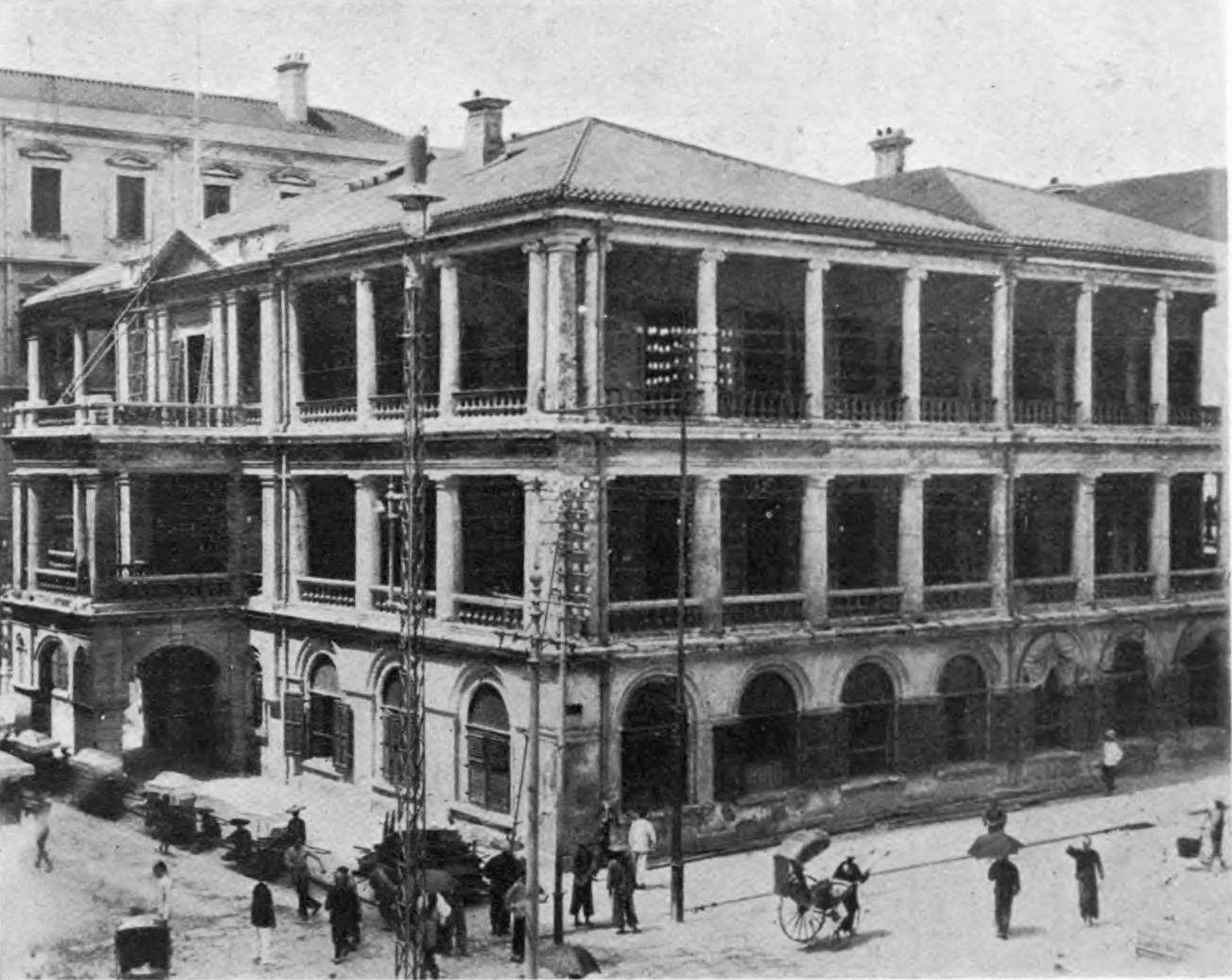
第一代渣甸大廈
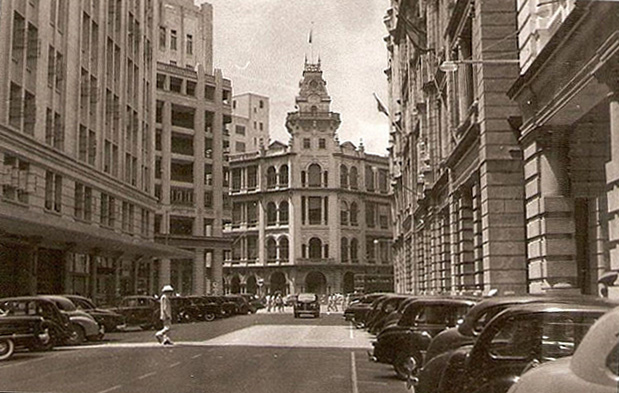
第二代渣甸大廈

## 建築特色

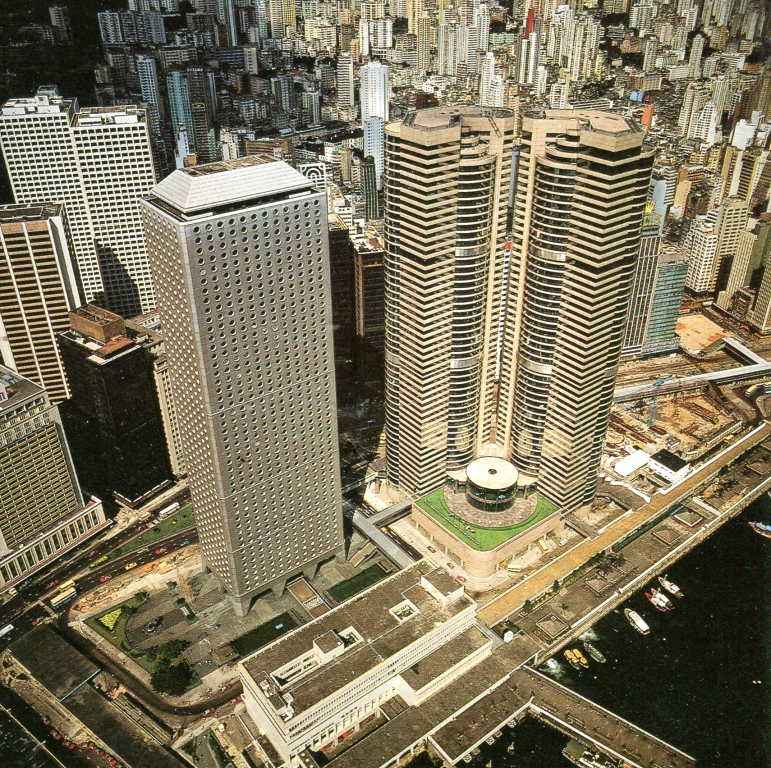
在中區填海計劃第1期進行前，怡和大廈與交易廣場緊鄰海旁

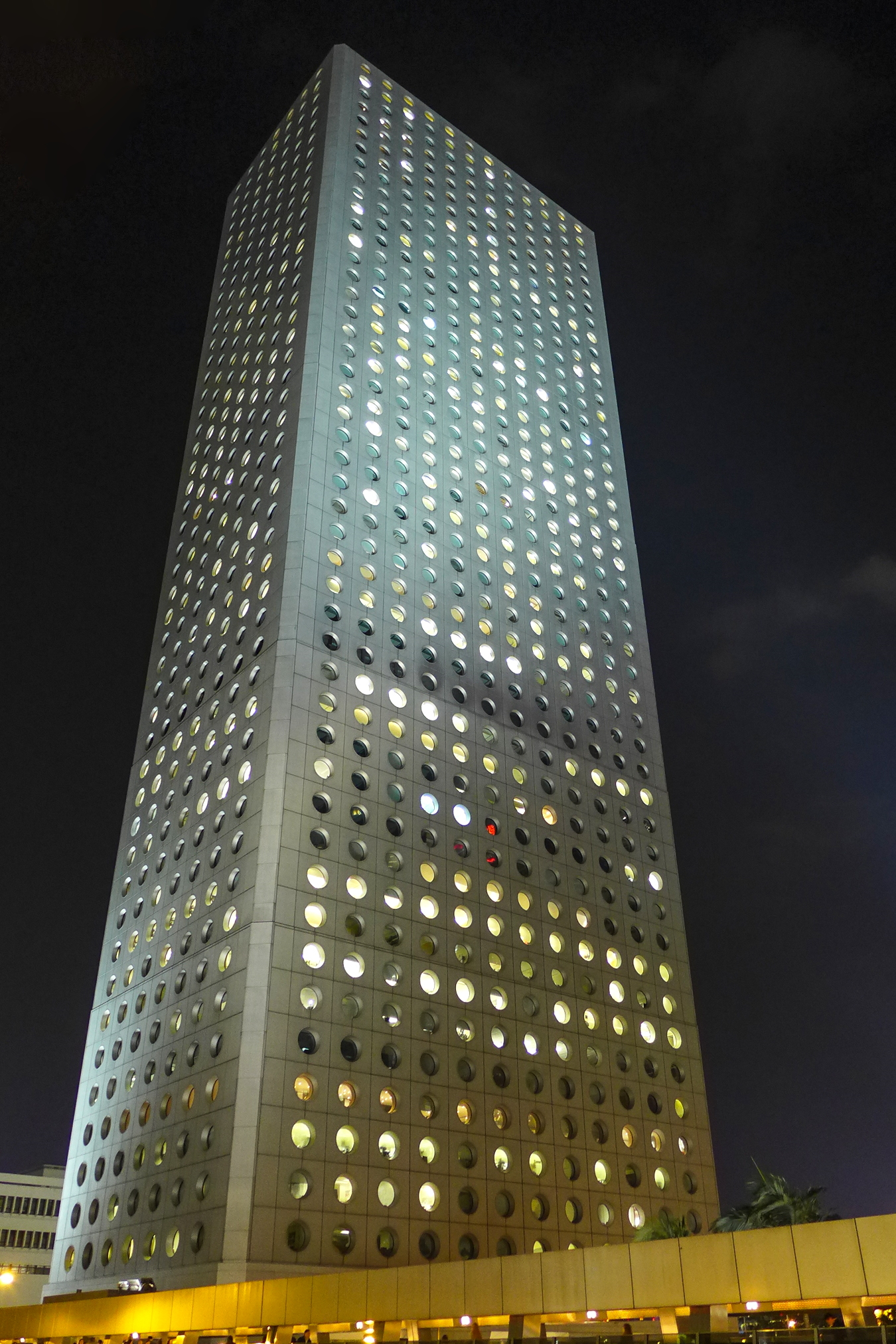
晚上的怡和大廈

怡和大廈是本港第一幢摩天大樓，以獨特的圓窗設計見稱，成為香港的地標，迄今未變。1,748扇圓形的「月洞門」窗戶，秉承了中国傳統的建築特色，臨窗遠眺，維多利亞港和太平山景色一覽無遺。
木下一採用以核心的筒為支撐，而建築外圍則以非常薄的外牆包圍，令建築看起來十分輕盈。此建築物方法是為了滿足發展商當年要求以最快及最具成本效益的方法完成項目，以加快資金回籠。
怡和大廈原先的外牆以混凝土及白色紙皮石為主，但因建築位置臨海使之經常剝落而需更換，到1984年外牆改以鋁板覆蓋，看起來更有現代感，也沒有紙皮石飛脫傷人的風險。由於內部陳設跟對面的郵政總局不協調，其灰啡色雲石內籠亦顯得過時，甚至與交易廣場的陳設相比也格格不入，故1988年再度翻新室內公共空間，牆身被換上意大利綠色大理石，假天花則換上德國製白色金屬板，也加裝高級商廈常見的旋轉門系統，客運升降機被更換為Otis Elevonic 401。2003年及2008年曾兩度度翻新升降機，其中2008年被更換為迅達，並加裝Miconic 10升降機分配系統。

## 樓層分佈
大廈高層為辦公室，低層設有商場及美心食品旗下食肆，鄰接交易廣場、香港郵政總局、國際金融中心及港鐵香港站，並以行人天橋連接。
| - LG樓：美食廣場 BaseHall（包括來自 Yardbird 班底主理的日式燒鳥餐廳 Roti Tori、獲得亞洲50大漢堡包店的 Honbo、Taco 大王 Esdras Ochoa 主理的 Westside Taqueria、九如坊人氣越南食店 Co Thanh、墨西哥餐廳 11 Westside、主打現代變奏版馬來西亞椰漿飯的 Return of Lemak、新派素食餐廳 Treehouse、韓國餐廳 MOYOSIK、曲奇餅店 Cookie DPT、少爺啤主理 PUB 1842 及 BaseHall Bar 等） - 地下：星巴克 - 2樓：庇利積臣牙科醫務所（Bayley and Jackson Dental Surgeons Limited）（210-218室）、置地公司培訓中心、置地公司歷史檔案部 - 4樓：中倫律師事務所有限法律責任合夥 - 5樓：何耀棣律師事務所 - 6樓：香港商歷峯亞太有限公司（Richemont Asia Pacific Ltd） - 7樓：Nittan Capital Asia Limited、 Nittan Capital Holding Company Limited、 Nittan Securities Asia Limited - 8樓：KPF建築事務所（香港分公司）、AMAN Resorts Ltd.、中輝國際礦業集團有限公司（Zhonghui International Mining Industry Group Limited）、矽谷銀行（Silicon Valley Bank） - 9樓：歷峰亞太有限公司（Richemont Asia Pacific Limited）（901室）、Jaeger-LeCoultre North Asia（919室） - 14樓：勞力士（香港）有限公司、帝舵錶服務中心（Tudor Service Centre）、 Pacific Harbor Holdings, Limited - 15樓：Optima Capital（1501室）、Wilson Sonsini Goodrich & Rosati（1509室）、aimHigher Consultancy Limited（1513室-1516室）、阿根廷駐港總領事館（Consulado General en HONG KONG）（1517室-1519室） - 16樓：Jupiter Research Capital (1620室)、Arendt & Medernach, Hong Kong（1601- 1603室）、張翔宇律師事務所 (Sam Zhang & Co.)（1605室）、 富鑽集團富鑽有限公司（1608室） - 17樓：瑞典北歐斯安銀行（SEB）（1701室-1709室及1720室）、Silicon Valley Bank（1710-1714室）、方正香港金控、方正證券（香港）（1710-1719室） | - 19樓：王小軍律師行（Wang & Co.）（1901室）、思誠亞太有限公司（Campbell Lutyens Asia Pacific Limited）（1918 - 1919室）、中國誠信（亞太）信用評級有限公司（China Chengxin（Asia Pacific）Credit Ratings Company Limited）（1904-1909室） - 20樓：Neuberger Berman、碧雲資本管理有限公司（2007室-2009室） - 21樓：履德大律師事務所 （Rede Chambers） - 22樓：Loeb & Loeb LLP（2206-2219室）、晋立峰證券有限公司（Zeus Securites Ltd）、晋立峰資產管理有限公司（Zeus Asset Management Ltd.）（2220室） - 24樓：偉祿亞太證券有限公司（2402室）、偉祿集團控股有限公司（2403室-2410室）、先施、資本會議服務有限公司、資本財經印刷有限公司（Capital Financial Press Limited）（2418室） - 25樓至26樓：胡關李羅律師行 - 27樓至31樓：高偉紳律師事務所（Clifford Chance） - 31樓：德杰律師事務所（Dechert） - 32樓：德同國際有限法律責任合夥（3201室）、泰國匯商銀行（The Siam Commercial Bank PLC Hong Kong Branch）（3209室）、亞太區貸款市場工會（Asia Pacific Loan Market Association（APLMA））、Eccles & Lee（3213室） - 33樓：天元律師事務所（有限法律責任合夥）（3304-3309室）、MERITS & TREE LLP in association with LI & CO., H.T.（3310室）、RUSAL Global Management BV（3301&20室）、Shing Kwan Investment Co Ltd（3303室）、GRAND DEVELOP INVESTMENTS LIMITED（3311-12室）、Capital Financial Press Limited & Capital Conference Services Limited （3318室） - 34樓：3W Partners Capital（3407室-3409室）、達優顧問有限公司（D. Yau and Company Limited）（3410室）、東莞銀行股份有限公司（Bank of Dongguan Co., Ltd）、城市土地學會（3418室） - 35樓：Hamon Investment Group（3510室-3515室）、上達資本（3501室）、長甲資本、大成國際資產管理有限公司（Da Cheng International Asset Management Co., Ltd.） - 36樓：景林資産管理香港有限公司（Greenwoods Asset Management Ltd.）、諾頓羅氏香港（Norton Rose Fulbright Hong Kong）、凱瑞奧信香港律師事務所有限法律責任合夥（Carey Olsen Hong Kong LLP）（3610室-3613室）京東集團股份有限公司（3614室-3619室） - 37樓：君合律師事務所 （3701-3710室）、Forebright (3720室） - 38樓：諾頓羅氏香港（Norton Rose Fulbright Hong Kong） - 39樓：善水資本（Templewater）（3901-3908室）、TCW Group（3912室）、天際資本有限公司（FutureX Capital（Hong Kong）Limited）、FutureX Fund Management（Hong Kong）Limited - 40樓：趙不渝 馬國強律師事務所（Chiu & Partners）、Mirabaud Group（4005室）、培力（香港）健康產品有限公司（PuraPharm International （H.K.）Ltd.）（4002室） - 41樓：博時基金（4109室）、Nakamura & Associates（4110-4111室）、Hel Ved Capital Management Limited (4120室） - 42-43樓：亞司特律師事務所（Ashurst) - 44-45樓：景順投資管理有限公司 - 46樓：華盛國際律師事務所（有限法律責任合夥）（Watson Farley & Williams LLP）（4610-4619室） - 46-47樓：司力達律師樓（Slaughter and May） - 48樓：怡和集團總部 |

## 軼事
原本怡和大廈向海前方的新填地會建造一座30層高的政府合署，裏面包括新的郵政總局。不過當1971年此地皮以2.58億港元賣給香港置地時，政府同意發展商不阻擋海景的要求，原本的政府合署因此有了120呎的高度限制。

## 流行文化
1977年香港邵氏兄弟製作的科幻怪獸電影《猩猩王》，後半段有猩猩王爬上當時香港最高建築物康樂大廈的情節。
1981年的美國真人電視電影《蜘蛛俠：龍之挑戰》以香港為題材，其中電影尾段蜘蛛俠在康樂大廈攀爬至大廈頂樓。

## 圖片

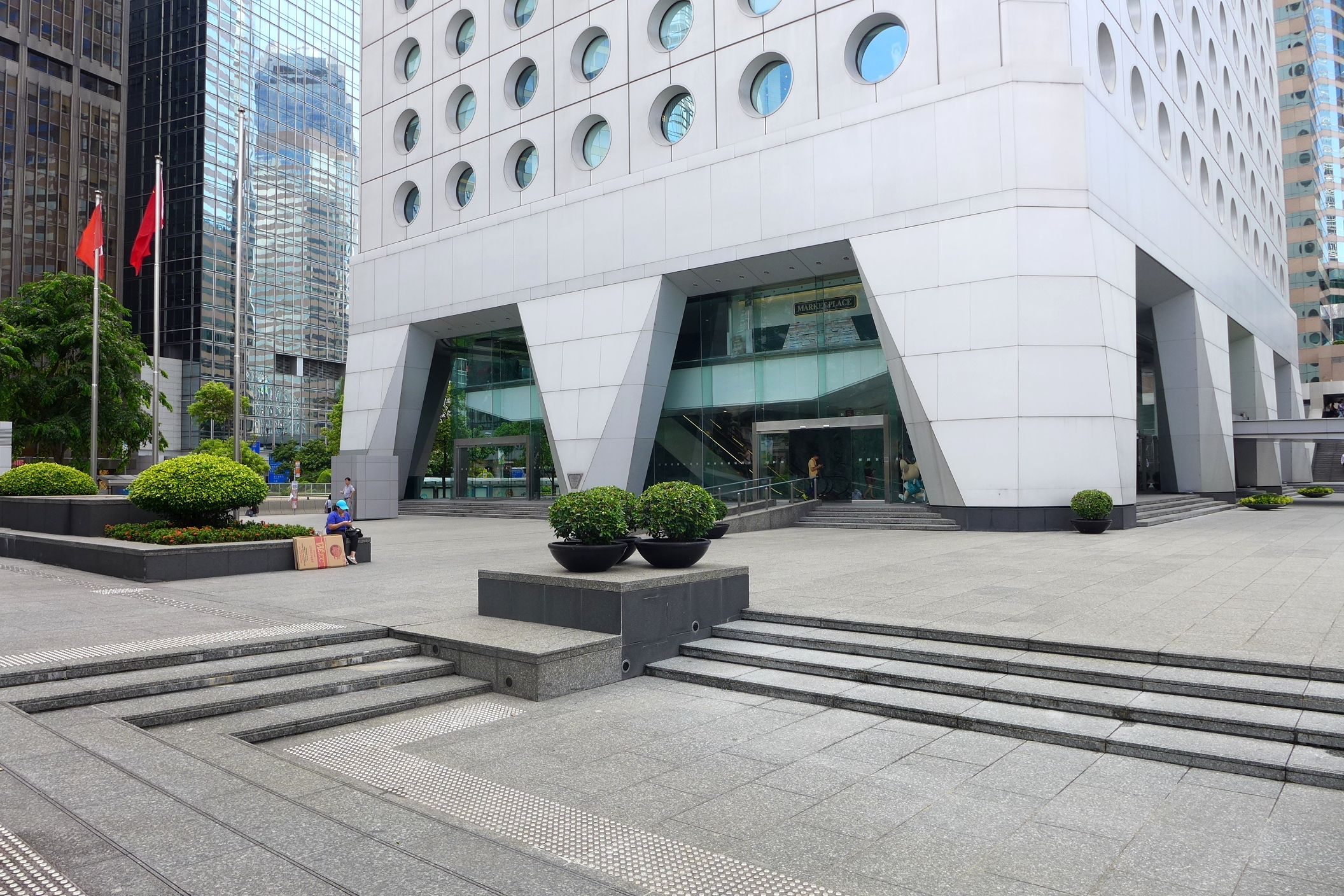
大廈基座
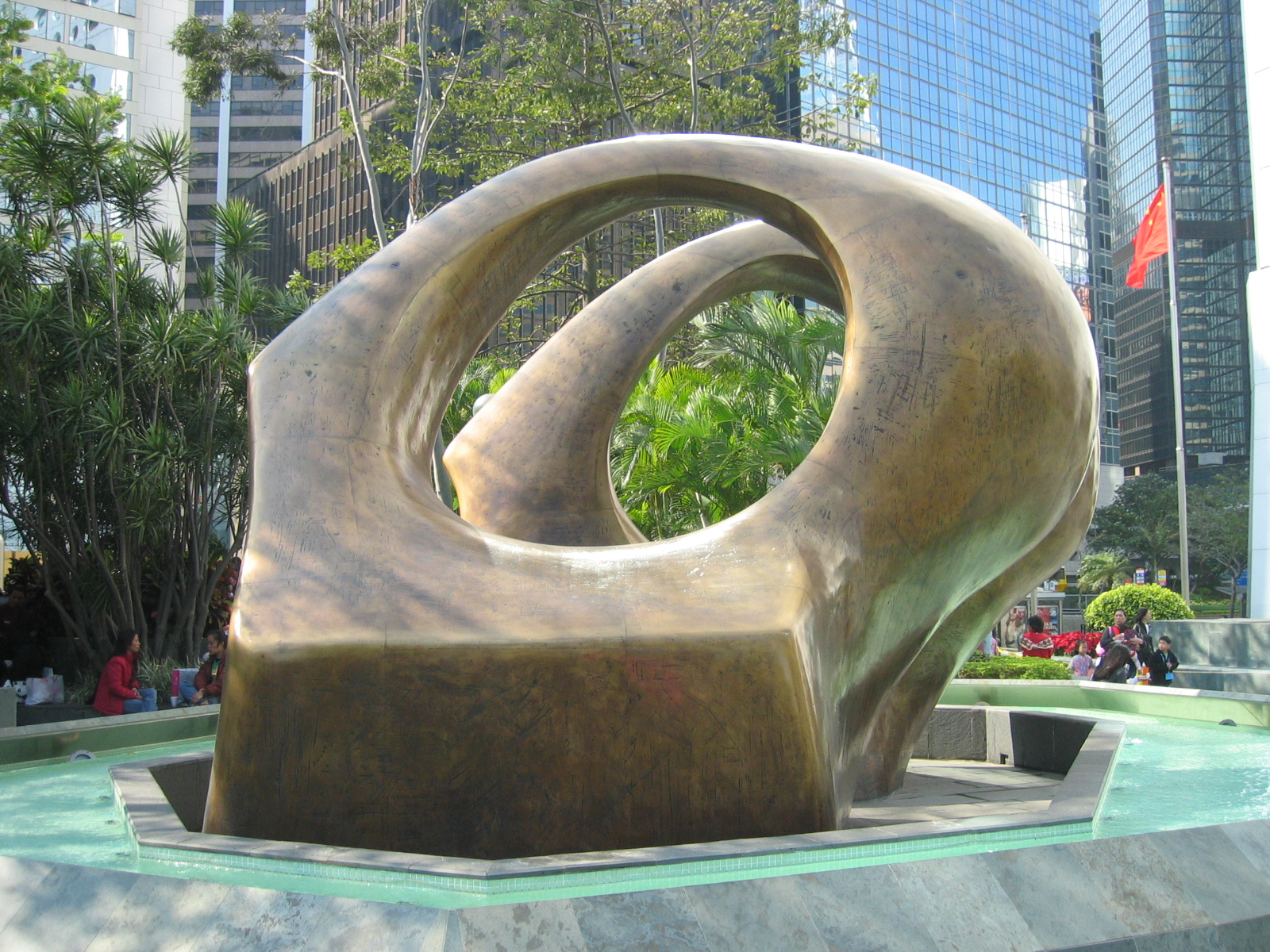
康樂花園1977年增設大型雕塑「對環」，初期放置於大廈的另一側
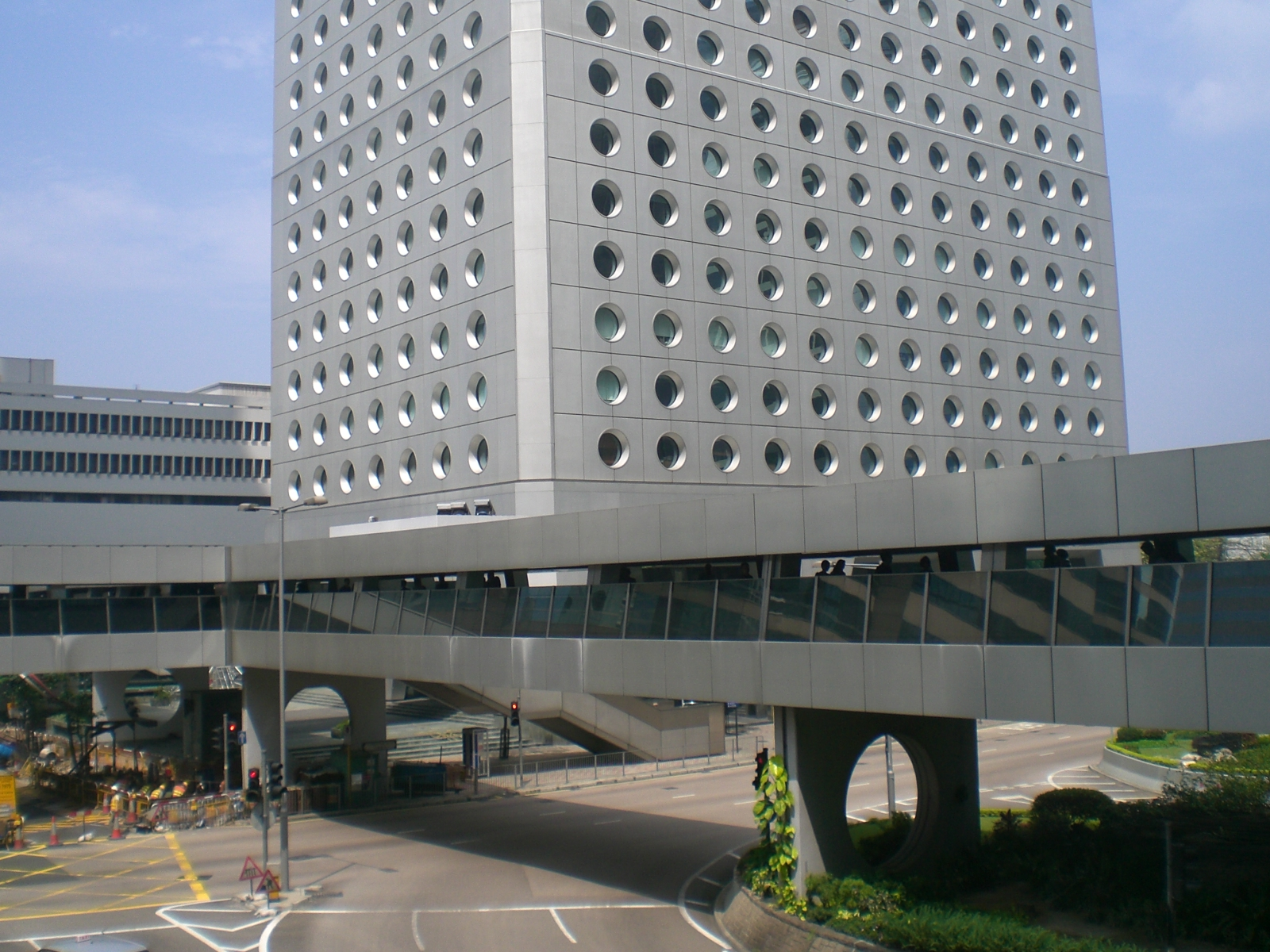
連接至怡和大廈的中區行人天橋系統，橋身下方藏有用作海水冷卻系統的管道

## 參看
- 置地公司
- 幻彩詠香江
- 香港摩天大樓
- 中區行人天橋系統

## 外部連結
- 香港置地：怡和大廈 （页面存档备份，存于）